# Kim Young-oh
김영오
Dans ce nom coréen, le nom de famille, Kim, précède le nom personnel.
Kim Young-oh (김영오) est un manhwaga né le 19 avril 1976 en Corée du Sud.

## Œuvres
- 2004-2005 : Banya avec Jeon Sang-young, (폭주배달부 반야, Pok ju baedal bu Banya), 5 volumes (Haksanpub, Tokebi)
- 2005-2006 : High school (발작, Baljak), 12 volumes (Haksan, Tokebi)
- 2006-2008 : Gui (귀, Fantôme) avec Oh Rae Balg Eum, 5 volumes

## Récompenses
- 1999 : prix du meilleur auteur de l'année décerné par le magazine coréen Booking[1].